# Lætitia Sadier
Lætitia Sadier znana również jako Seaya Sadier (ur. 6 maja 1968) – francuska wokalistka, gitarzystka, klawiszowiec. Sadier jest współzałożycielką alternatywnej grupy rockowej Stereolab.

## Stereolab
Pod koniec lat osiemdziesiątych Sadier, pracująca podówczas jako niania spotkała w Paryżu gitarzystę zespołu McCarthy Tima Gane. Wkrótce oboje przeprowadzili się do Londynu. W Londynie Sadier wzięła udział jako wokalistka w nagraniu drugiej i trzeciej płyty zespołu McCarthy. Niedługo potem McCarthy przestał istnieć a Sadier wraz z Ganem założyli Stereolab.